# MAA FOCUS
MAA FOCUSとはアメリカ数学協会が発行するニュースマガジンで、協会会員向けにニュースや短文記事を提供している。
2009年から年6回発行でそれ以前は年9回発行だった。この雑誌は最終的に横8-1/4インチ、縦10-5/8インチのトリムサイズの光沢紙で印刷されている。2008年の発行部数は22,400部。
創刊号は1981年3月に発行された。初代編集長はマーシア・P・スワードで1985年9月まで務めた。